# گیلدرتن، استرالیای جنوبی
گیلدرتن (به انگلیسی: Guilderton) یک شهرک در استرالیا است که در استرالیای غربی واقع شده‌است.